# Kirchenlamitz
Kirchenlamitz é um município da Alemanha, situado no distrito de Wunsiedel, no estado da Baviera. Tem 48,51 km² de área, e sua população em 2019 foi estimada em 3.189 habitantes.